# 計謙亨
計謙亨（1535年—？），字光甫，廣西柳州府馬平縣人，民籍，明朝政治人物。

## 生平
廣西鄉試第二十六名舉人。嘉靖四十四年（1565年）中式乙丑科三甲第二百零五名進士。刑部观政，本年授汀州府推官，丁忧。復除扬州府。升兵部主事，历员外、郎中，出知台州府，调辰州府，听调归。

## 家族
曾祖計資；祖父計宗文；父計嘉邦，通判。母方氏。兄计坤亨（河南佥事）、履亨（庠生）、弟萃亨（监生）、兑亨（庠生）、節亨、元亨（庠生）、濟亨、貞亨（庠生）、豐亨、咸亨。
姐計氏，嫁王尚學的兒子王化為妻；兄計坤亨，國子博士。